# Friedenstanne
Eine Friedenstanne, die von Norwegen nach Wolfenbüttel transportiert wird, erleuchtet seit 1962 jedes Jahr den traditionellen Wolfenbüttler Weihnachtsmarkt. 2012 wurde die 50. Friedenstanne aufgestellt. Die etwa 14 Meter hohe Tanne fand ihren Platz vor dem Rathaus Wolfenbüttel und stellt ein Symbol für Völkerverständigung und Frieden dar.

## Vorgeschichte
Die Initiative für das jährliche Aufstellen und die Übergabe geht auf befreundete Druidenlogen aus dem norwegischen Drammen und aus dem niedersächsischen Wolfenbüttel zurück. Die Tannen werden von Norwegen bis nach Deutschland auf einem Schiff transportiert. Dort werden sie von den Wolfenbüttler Druidenbrüdern übernommen und mit einem Lastwagen nach Wolfenbüttel transportiert. Die Transportkosten bis Deutschland tragen die Druiden aus Norwegen; ab Deutschland die Druiden aus Wolfenbüttel. Die Friedenstanne wird auf dem Weihnachtsmarkt Wolfenbüttel jährlich am 1. Dezember aufgestellt und um 17.00 Uhr erleuchtet. Lediglich einmal musste im Jahr 2009 eine Tanne aus dem Harz beschafft und aufgestellt werden, da die norwegische Tanne auf dem Transport mit dem Lastwagen einen Stammbruch erlitt.
Der offizielle Akt, in dem der amtierende Bürgermeister den Weihnachtsmarkt feierlich eröffnet, ist traditionell eingebunden in das mehrtägige Tannenfest der Loge „Zur Bundestreue“ aus Wolfenbüttel. 2012 wurde anlässlich dieses Ereignisses, das sich zum fünfzigsten Mal jährte, auch mit einem großen Festball gefeiert.

## Symbolik
Die erste Friedenstanne, die 1962 in Wolfenbüttel übergeben wurde, sollte ein Symbol für das Aussöhnen ehemaliger Kriegsgegner sein und gilt heute als ein sichtbares Zeichen für Völkerverständigung und Sehnsucht nach Frieden.
Friedenstannen sind ein Symbol für Frieden und Völkerverständigung der Internationalen Groß-Loge der Druiden (IGLD), die 1908 unter maßgeblicher Beteiligung Deutschlands gegründet wurde. Skandinavische und deutsche Logenbrüder beschlossen nach dem  Ende des Zweiten Weltkriegs, dass die Tanne als Symbol der Versöhnung unter ehemaligen Kriegsgegnern eingesetzt werden soll. Norwegische Friedenstannen werden neben Wolfenbüttel auch in Flensburg, Kiel, Wilhelmshaven und seit 2008 in Wittmund übergeben.
Ein weiteres symbolisches Beispiel einer Übergabe von Tannen ist die jährlich stattfindende feierliche Übergabe des Trafalgar Square Christmas Tree, eine meist mehr als 25 Meter hohe norwegische Tanne, die zum Dank für die britische Unterstützung Norwegens im Zweiten Weltkrieg übergeben wird.